# Вавау (острови)
Острови Вавау (тонг. Vavaʻu, англ. Vavaʻu) — група островів у північній частині Королівства Тонга в південно-західній частині Тихого океану, які входить до однойменного округу. Розташована на північ від групи островів Ха'апаї та на південь від островів Ніуас.

## Географія

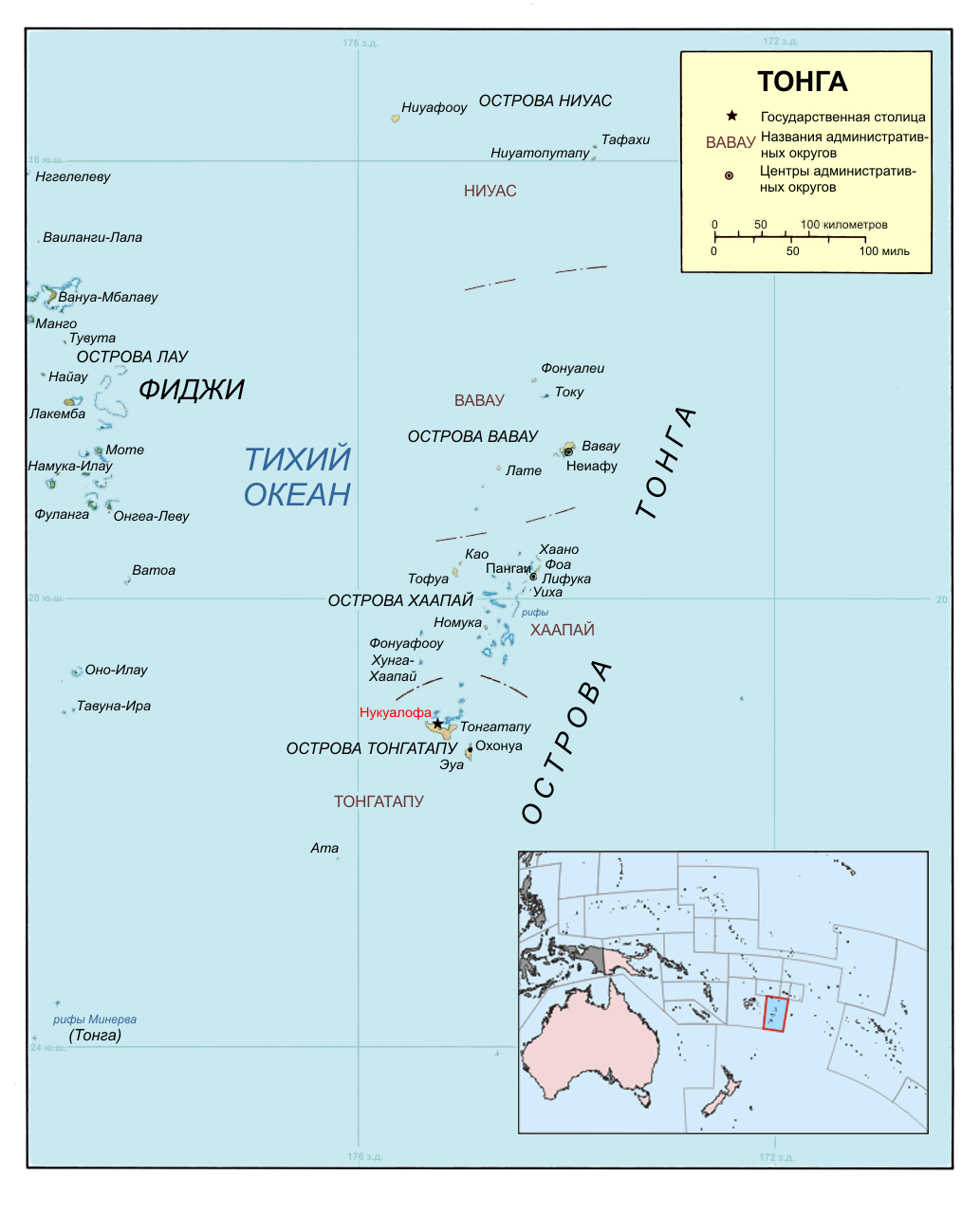
Розташуванн островів Вавау

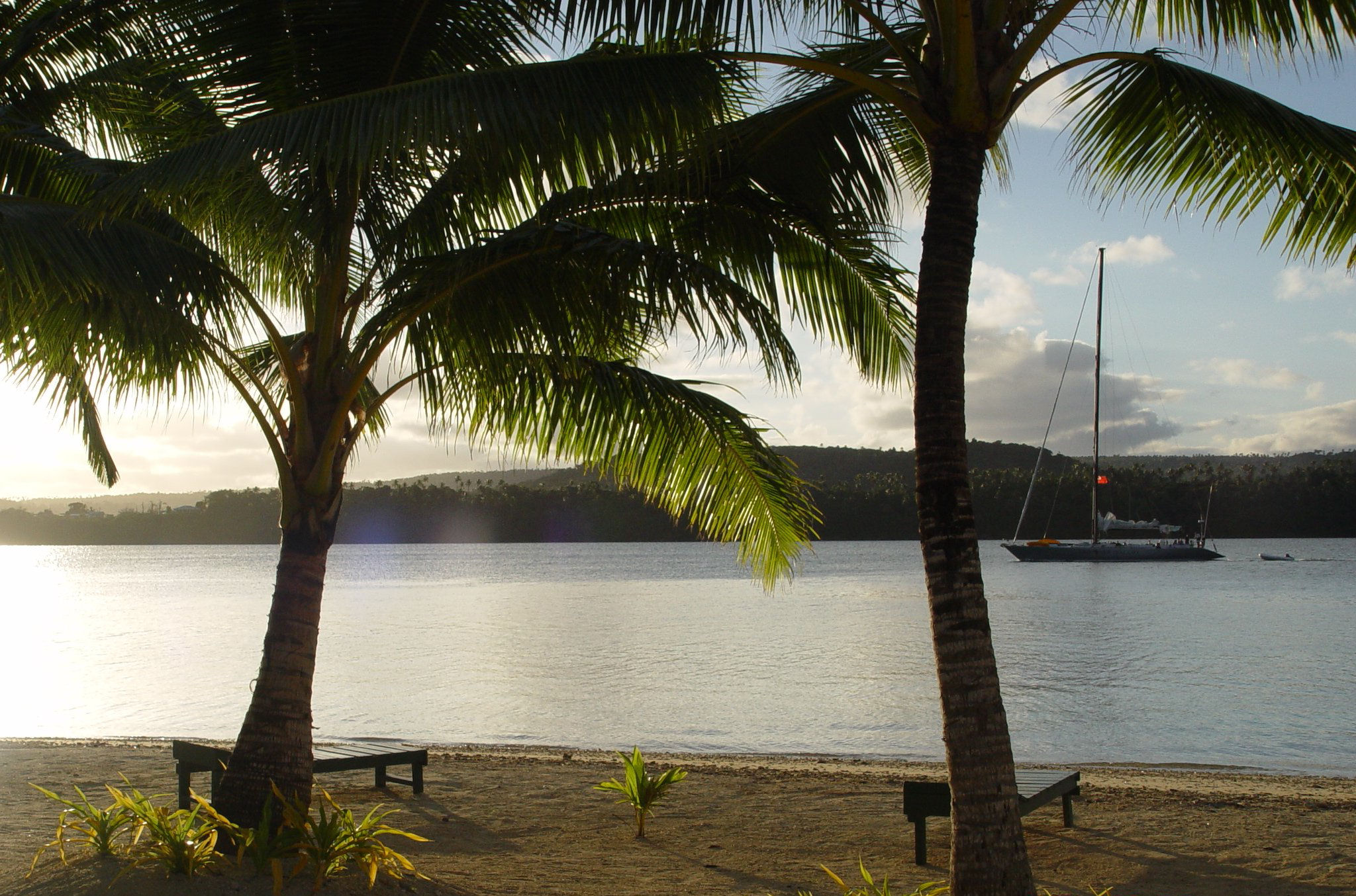
Пляж на острові Вавау

Архіпелаг Вавау знаходиться приблизно за 130 кілометрів на північ від головного острова архіпелагу Ха'апаї — Ліфука та приблизно за 300 кілометрів на південь від острова Ніуатопутапу (група островів Ніуас).
Група включає в себе головний, другий за величиною острів архіпелагу Тонга — Вавау (89,74 км²) та, за різними даними, від 40 до 55 невеличких островів, з яких 17 заселені. Архіпелаг простягається на 21 км зі сходу на захід і на 25 км з півночі на південь. Найбільший населений пункт, єдине місто і столиця архіпелагу — Неїафу, населення 4051 особа (2011), а з передмістями до 10 000 осіб, розташоване на острові Вавау. Площа заселених островів становить близько 121 км², а загальна площа всіх островів — 138 км².
У геологічному плані архіпелаг Вавау — косий піднятий атол. На північному узбережжі він являє собою підняту платформу коралових скель, а на південному узбережжі переходить у низьку і нерегулярну берегову лінію, яка переходить у складну мережу безлічі дрібних островів, бухт та проток, що утворює одну з найкраще захищених природних гаваней у Тихому океані. Найдовша з цих проток «Ава Пулепулекаї», має всі ознаки фіорду, простягається на 11 км і доходить до самого порту міста Неїафу. Найвища вершина архіпелагу — пагорб Талау (131 м).

## Населення
Зміна чисельності населення архіпелагу Вавау за переписом станом на листопад місяць, з 1976 по 2011 роки:
| Роки                        | 1976   | 1986    | 1996    | 2006    | 2011    |
| --------------------------- | ------ | ------- | ------- | ------- | ------- |
| Чисельність населення, осіб | 15 068 | ▲15 175 | ▲15 715 | ▼15 505 | ▼14 922 |

## Клімат
Острови Вавау мають жаркий, тропічний клімат, який перебуває під впливом південно-східних пасатів, набагато тепліший, ніж решта островів Тонга крім Ніуас — найпівнічніша група островів. Через теплий клімат і родючий ґрунт острови Вавау є сприятливим місцем для вирощування тропічних фруктів.
| Клімат                        | Клімат | Клімат | Клімат | Клімат | Клімат | Клімат | Клімат | Клімат | Клімат | Клімат | Клімат | Клімат | Клімат |
| Показник                      | Січ.   | Лют.   | Бер.   | Квіт.  | Трав.  | Черв.  | Лип.   | Серп.  | Вер.   | Жовт.  | Лист.  | Груд.  | Рік    |
| Середній максимум, °C         | 30     | 30     | 30     | 29     | 27     | 27     | 26     | 27     | 26     | 28     | 28     | 30     | 28,17  |
| Середня температура, °C       | 26     | 26     | 26     | 25     | 23,5   | 23,5   | 23     | 23,5   | 23     | 24     | 24     | 26     | 24,46  |
| Середній мінімум, °C          | 22     | 22     | 22     | 21     | 20     | 20     | 20     | 20     | 20     | 20     | 20     | 22     | 20,75  |
| Температура води, °C          | 28     | 28     | 28     | 27     | 25     | 25     | 24     | 25     | 24     | 26     | 26     | 28     | 26,17  |
| ----------------------------- | ------ | ------ | ------ | ------ | ------ | ------ | ------ | ------ | ------ | ------ | ------ | ------ | ------ |
| Джерело: http://www.vavau.to/ |        |        |        |        |        |        |        |        |        |        |        |        |        |

## Історія

### Міфи та легенди
У Полінезії існує легенда, що ці острови були створені богом Мауї, який своїм чарівним гачком зловив дно моря, підняв його і залишив на поверхні моря, таким чином створивши острови Вавау.

### Відкриття та дослідження
Капітан іспанського фрегату «La Princesa» дон Франсіско Морелль, під час своєї експедиції по Тихому океані у 1780-1781 роках, описав острови Тонга та Тувалу. Він був першим європейцем, який 4 березня 1781 року висадився на острові Вавау. Острови він назвав «Острови Майорга» (ісп. Islas Mayorga) на честь Мартін-де-Майорга, який був в той час віце-королем Нової Іспанії, а сам головний острів — островом «Спасіння». Приблизно за десять років до того, англійський капітан Джеймс Кук досліджуючи острови Тонги, узнав про острови Вавау і вирішив їх дослідити, але тубільці островів Ха'апаї відмовили його це робити, сказавши, що це марний задум, так як на цих островах не було ніякої придатної для заходу та стоянки корабля — гавані. Мабуть, цим обманом вони хотіли завадити мореплавцю досліджувати ці острови, і Кук прислухався до їхніх порад, відмовився від свого наміру. Але Франсіско Морелль знайшов тут відмінну гавань для безпечної стоянки свого корабля на якорі, якої він потребував після марних намагань висадитися на непривітному вулканічному острові Фонуалеї, який він назвав островом «Гіркоти» (ісп. Amargura) та острові Лате, а зручній гавані він дав ім'я «Порт Притулку» (англ. Port of Refuge).
У 1793 році італійсько-іспанський капітан і дослідник Алессандро Маласпіна відвідавши острови після Франсіско Морелля, провів там десять днів іспанської наукової експедиції і підтвердив приналежність їх Іспанії.
У 1839 році на острові Вавау Джордж Тупоу I (англ. George Tupou I) — перший король та засновник Королівства Тонга (1845—1893), видав перший звід законів Тонга — Кодекс Вавау. Він містив перші коли-небудь написані закони країни, які лягли в основу першої конституції Королівства.

## Економіка
Своєю красою Вавау особливо популярні серед любителів вітрильного спорту та інших туристів, і є одним з найважливіших туристичних центрів Тонга. З травня по жовтень гавані островів заповнені вітрильними суднами з усього світу. Окрім краси островів, прибережні води славляться великою кількістю горбатих китів, береги відмінними пляжами та неперевершеними геологічними пам'ятками природи — підводними печерами, які популярні серед аквалангістів.
Крім туризму, сільське господарство та рибальство є важливими джерелами доходу місцевого населення. Тут вирощують: один з найкращих у світі сортів ванілі, ананаси, а також інші тропічні фрукти. Крім того, тут розводяться великі молюски — трідакніди та видобуваються перли.
Аеропорт Вавау, розташований за сім кілометрів від столиці Неїафу і регулярно обслуговується місцевою авіакомпанією «Real Tonga», яка надає послуги авіаперевезень між іншими островами архіпелагу.

## Галерея

Острови Вавау
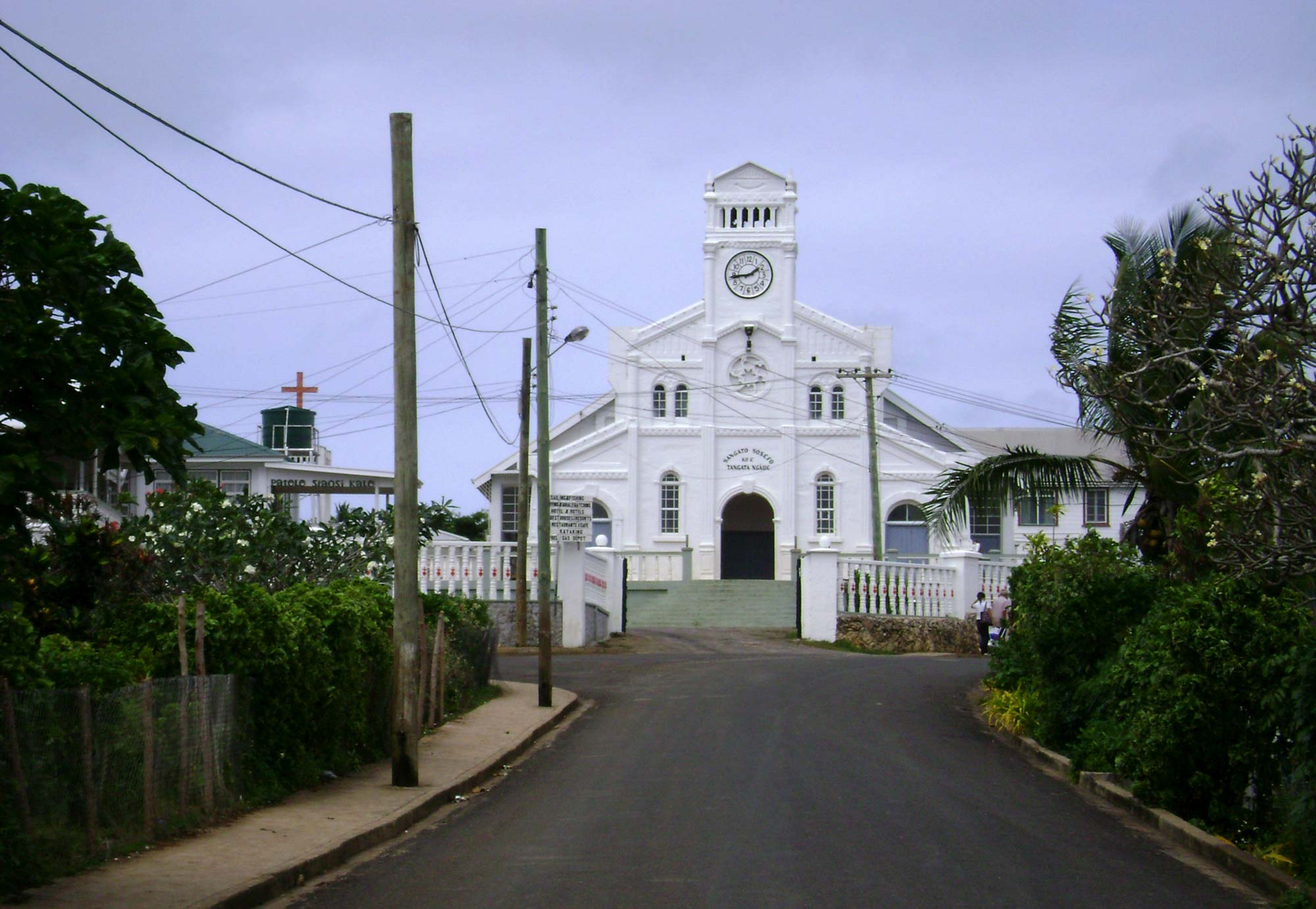
Костел Св. Йосипа у Неїафу
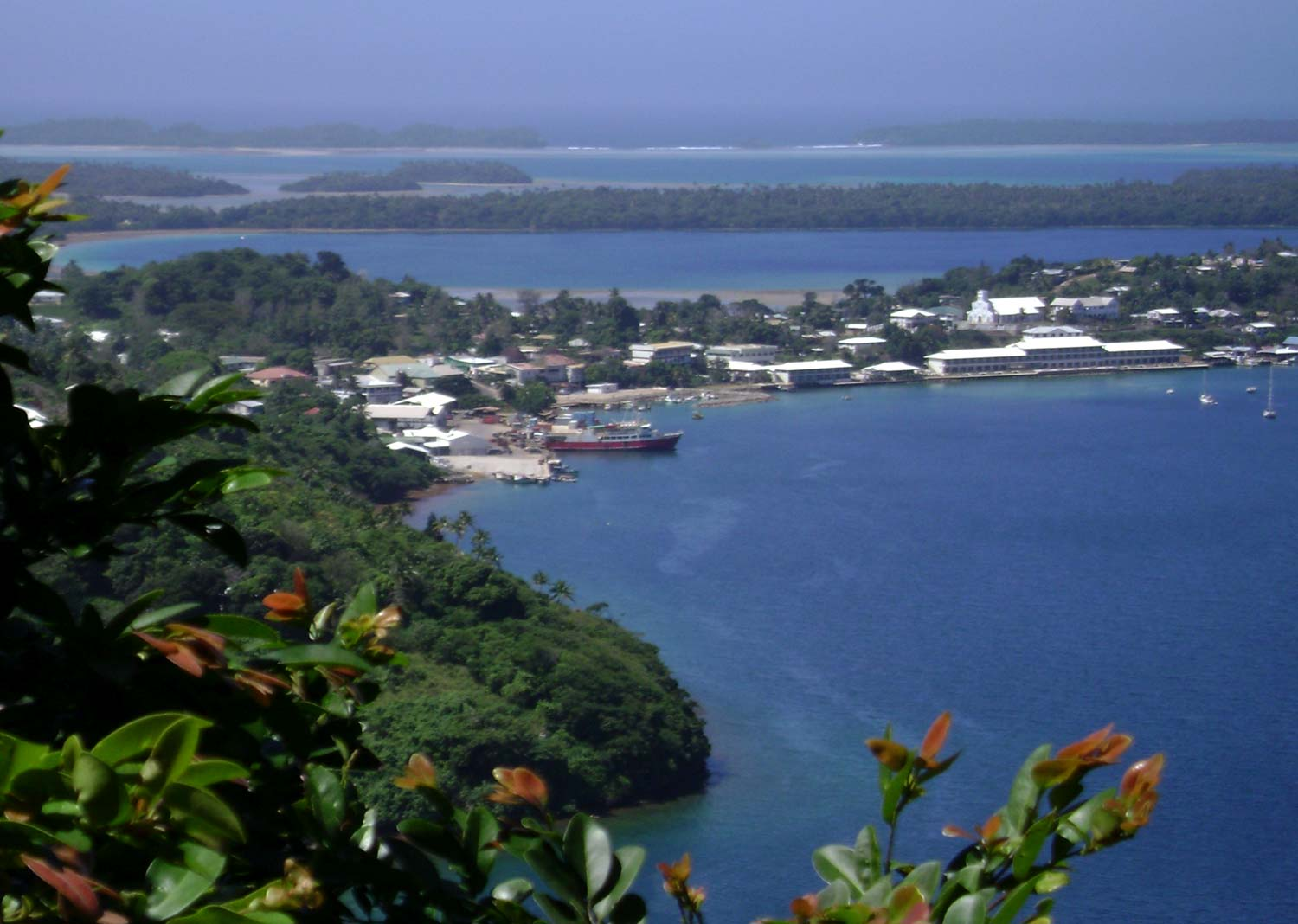
Порт Рефуге на о. Вавау
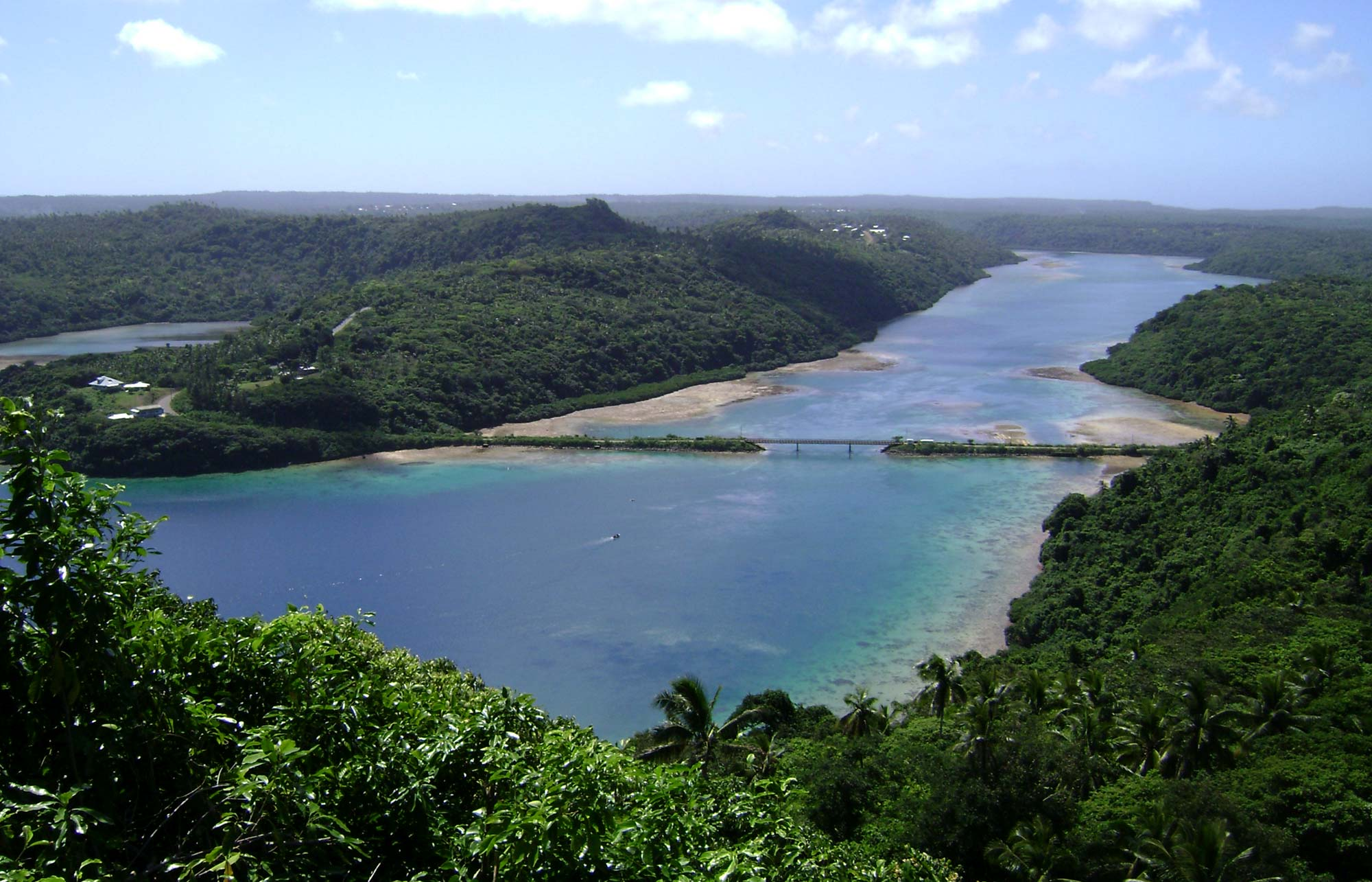
Міст Неїафу—Тефісі
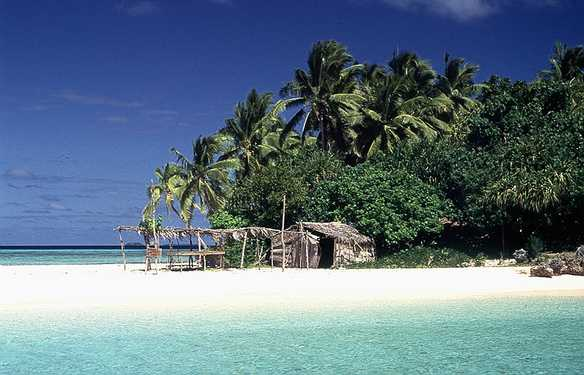
Острів Нуку
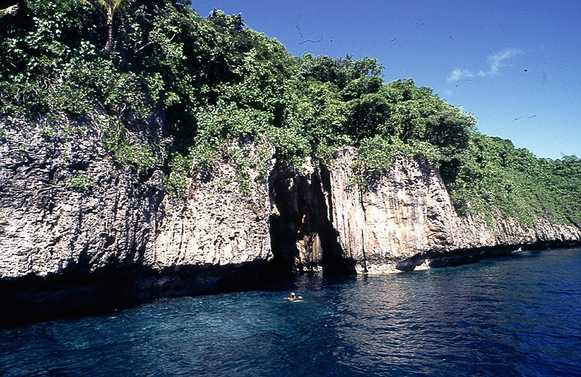
Печера моряка